# Clermont (Iowa)
Clermont és una població dels Estats Units a l'estat d'Iowa. Segons el cens del 2000 tenia 716 habitants.

## Demografia
Segons el cens del 2000, Clermont tenia 716 habitants, 293 habitatges, i 193 famílies. La densitat de població era de 251,3 habitants per km².
Dels 293 habitatges en un 28,3% hi vivien nens de menys de 18 anys, en un 55,3% hi vivien parelles casades, en un 8,2% dones solteres, i en un 33,8% no eren unitats familiars. En el 28,7% dels habitatges hi vivien persones soles el 16% de les quals corresponia a persones de 65 anys o més que vivien soles. El nombre mitjà de persones vivint en cada habitatge era de 2,44 i el nombre mitjà de persones que vivien en cada família era de 2,95.
Per edats la població es repartia de la següent manera: un 25,6% tenia menys de 18 anys, un 8% entre 18 i 24, un 24,6% entre 25 i 44, un 24% de 45 a 60 i un 17,9% 65 anys o més.
L'edat mediana era de 39 anys. Per cada 100 dones de 18 o més anys hi havia 98,9 homes.
La renda mediana per habitatge era de 34.712 $ i la renda mediana per família de 39.792 $. Els homes tenien una renda mediana de 27.250 $ mentre que les dones 18.563 $. La renda per capita de la població era de 14.276 $. Entorn del 4,8% de les famílies i el 8,1% de la població estaven per davall del llindar de pobresa.

## Poblacions més properes
El següent diagrama mostra les poblacions més properes.